# Hutkom

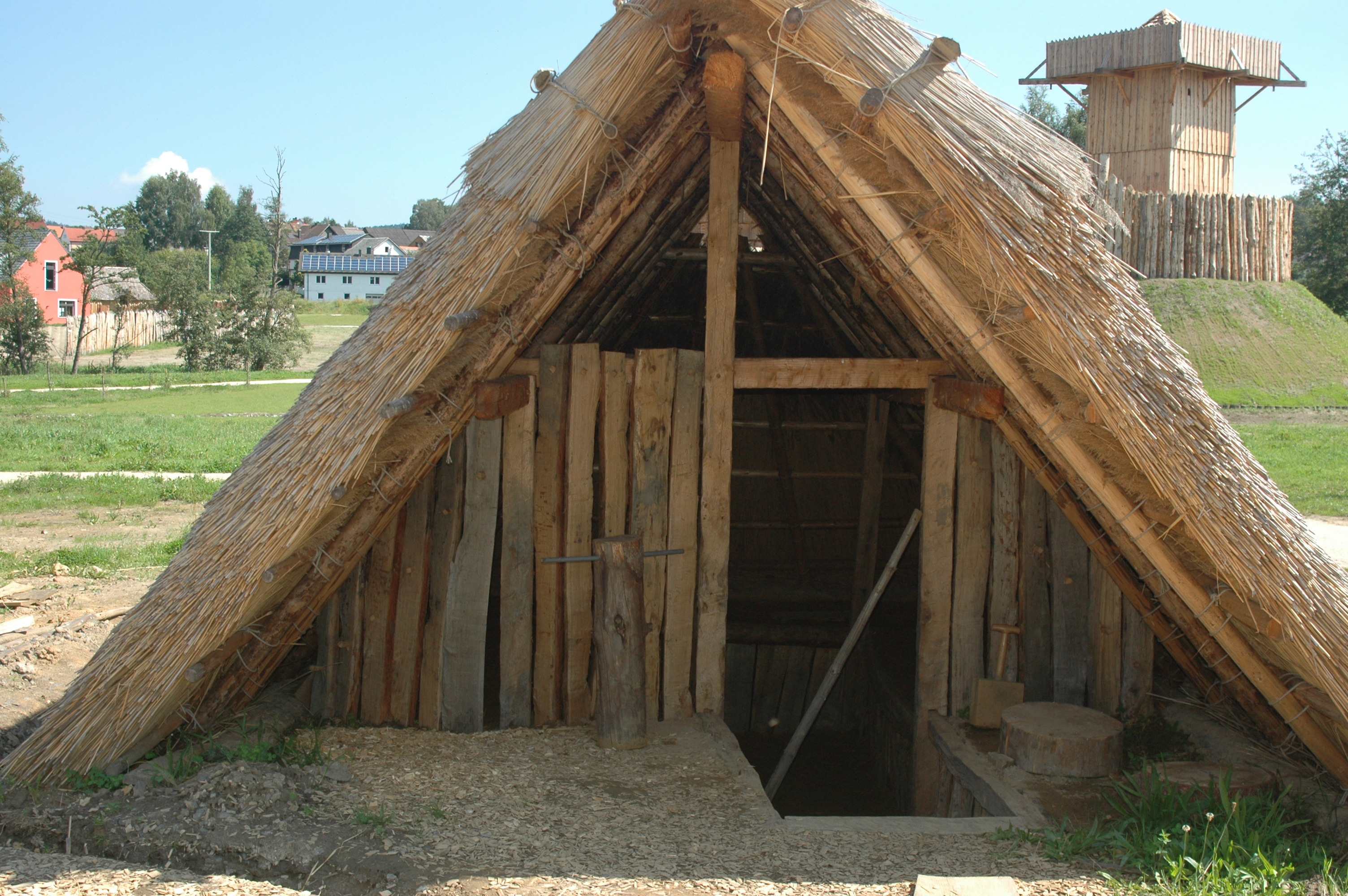
Reconstructie komhut in Duitsland

Een hutkom was een soort kuilhuis dat in Nederland voorkwam. Hoewel de benaming "hutkom" ingeburgerd is, zou komhut eigenlijk een betere omschrijving zijn.
Een hutkom was een half ingegraven, rechthoekig gebouwtje. Het had geen bovengrondse wanden en de dakconstructie rustte gedeeltelijk op het maaiveld. De afmetingen van een hutkom waren meestal ongeveer 2 bij 3 meter, maar ook grotere exemplaren zijn gevonden. De bodem lag enige tientallen centimeters tot meer dan een meter lager dan het maaiveld. 
Deze gebouwtjes kwamen in het Germaanse gebied ten noorden van de Rijn voor het eerst voor in de vroeg-Romeinse tijd. In later eeuwen zijn ze meer algemeen, dan ook binnen de grenzen van het Romeinse Rijk. De constructie bestaat vaak uit twee (in het midden van de korte zijden), of zes (twee plus vier op de hoeken), ingegraven palen die het dak ondersteunen. Ook andere constructies komen voor. In de vroege middeleeuwen domineren komhutten met twee palen centraal in de korte zijden. Planken of vlechtwerk rondom verhinderen dat de wanden van de ingegraven kuil instorten.
Komhutten hebben gefunctioneerd als ambachtsschuurtje, meestal op een boerenerf. Er zijn hutkommen gevonden die gebruikt waren voor activiteiten zoals weven, houtbewerking, metaalbewerking of het bewerken van bot. Bij opgravingen van laatmiddeleeuwse erven worden hutkommen niet meer aangetroffen.